# Guacetisal
Il guacetisal è un farmaco espettorante antipiretico ed antinfiammatorio appartenente alla classe dei salicilati. Chimicamente è l'estere guaiacolico dell'acido acetilsalicilico.
Ha trovato impiego nel trattamento delle affezioni respiratorie. Pur derivando dall'acido acetilsalicilico il farmaco è ben tollerato anche nei pazienti con asma indotto dall'ASA (acido acetilsalicilico).

## Farmacocinetica
Dopo somministrazione orale il guacetisal viene rapidamente assorbito a livello del tratto gastrointestinale e si ritrova nel sangue in forma immodificata. Il farmaco viene poi attaccato dalle esterasi con formazione di estere guajacolico dell'acido salicilico. L'estere a sua volta viene scisso da esterasi epatiche in acido salicilico e guajacolo (le quantità di acido acetilsalicilico che si formano nella scissione metabolica non sono mai particolarmente rilevanti). 
L'eliminazione del farmaco avviene principalmente per via renale. Una piccola parte del guajacolo viene eliminata tramite le vie respiratorie.

## Tossicologia
Nel topo i valori della DL50 sono di 2650 mg/kg per os, di 1022 mg/kg per via intraperitoneale e > 4000 mg/kg per via sottocutanea. Nel ratto sono di 2648 mg/kg per os, di 1132 mg/kg per via intraperitoneale e > 4000 mg/kg per via sottocutanea.

## Usi clinici
Il guacetisal è indicato nel trattamento delle affezioni tracheobronchiali, specialmente se accompagnate da sintomatologia febbrile e dolorosa. Il suo uso è indicato sia nell'adulto che in età pediatrica.

## Dosi terapeutiche
Il guacetisal è commercializzato in capsule o sospensione al 5% ed al 3,3% e si somministra per via orale, preferibilmente a stomaco pieno a dosaggi variabili a seconda dell'età: 1-1,5 g/die nell'adulto, 330 mg 2-3 volte al giorno nei bambini da 6 a 12 anni, 160 mg 3 volte al giorno nei bambini da 3 a 6 anni, 80 mg 2 volte al giorno nei bambini sotto i 3 anni.

Quando somministrato per via rettale la posologia è di 1,2-2,4 g/die negli adulti e di 0,5-1 g/die nei bambini di età compresa tra 2 e 12 anni.

## Effetti collaterali
Si possono manifestare disturbi gastrointestinali quali nausea, vomito, anoressia, fenomeni di ipersensibilità ed eruzioni cutanee, disturbi emorragici (in particolare epistassi) ed oto-vestibolari (ronzii e tinnito).

## Controindicazioni
Pur in presenza di studi che rassicurano sull'uso del guacetisal in soggetti con asma ASA correlato, il farmaco è controindicato in caso di ipersensibilità accertata all'acido acetilsalicilico e ai salicilati. Il guacetisal deve essere somministrato con cautela in caso di ulcera gastroduodenale, diatesi emorragica, cirrosi epatica, insufficienza renale (in particolare nei pazienti in trattamento a lungo termine), asma, gotta.
Il guacetisal non deve essere somministrato nell'ultimo mese di gravidanza in quanto sembra possa determinare ritardi nel parto.

L'uso prolungato di guacetisal può nascondere un'infezione febbrile. L'impiego pre-operatorio del farmaco può creare problemi all'emostasi intraoperatoria.

## Interazioni
In caso di trattamento prolungato il guacetisal può interagire con farmaci anticoagulanti, uricosurici, sulfaniluree ed ipoglicemizzanti.